# 新・キューティーハニー ミュージックコレクション VOL.1
『新・キューティーハニー ミュージックコレクション VOL.1』（しん・キューティーハニー ミュージックコレクション ヴォル1）は、OVA『新・キューティーハニー』の「ANIMEX 1200」シリーズ5000枚完全限定生産盤サウンドトラック。2007年3月21日にコロムビアミュージックエンタテインメントより発売された。全37曲を収録。

## 概要
- 外山和彦他が手がけたOVA『新・キューティーハニー』のBGM35曲を収録している。
- オープニングテーマ「キューティーハニー」とエンディングテーマ「サークル・ゲーム」も収録している。
- ナレーションとCMの朗読は根谷美智子。

## 曲目リスト
1. CM1 新キューティーハニー スポット「キューティーハニー」（アーティスト：les 5-4-3-2-1） [0:15]
2. DJ1 オープニング（番組スタート） [1:08]
3. オープニング・テーマ「キューティーハニー」（アーティスト：les 5-4-3-2-1） [2:43]
4. DJ2 スペシャルゲスト!? [0:26]
5. 犯罪都市 [1:52]
6. 華麗なる追跡 [1:50]
7. DJ3 スペシャルゲスト!?&交通情報 [1:24]
8. 敵地潜入 [1:42]
9. 戦闘1 [1:38]
10. 戦闘2 [1:40]
11. CM2 ハニー・ファッション・スプレーEX [0:49]
12. DJ4 スペシャルゲスト&ハニーなんでも相談室1 [1:47]
13. ドルメックのテーマ [1:44]
14. 軍団の攻撃 [1:57]
15. DJ5 ハニーなんでも相談室2 [1:24]
16. デス・スターのテーマ [1:50]
17. 悪魔の軍団 [1:51]
18. ドルメック・サスペンス [1:53]
19. DJ6 ハニーなんでも相談室3 [0:53]
20. HAPPY 団兵衛 [1:38]
21. 団兵衛のテーマ [1:11]
22. DJ7 ハニーなんでも相談室4 [0:29]
23. パンサークローのテーマ [1:34]
24. ハニー・フラッシュ [1:27]
25. CM3 コスプレシティー銀行連合 [0:37]
26. DJ8 [0:44]
27. SEXY HONEY [1:21]
28. 直慶の「ハニー寝起きレポート」 [3:45]
29. BATTLE HONEY [1:50]
30. 平和な街へ [2:31]
31. DJ9 コスプレシティー只今開店 [0:55]
32. 愛の戦士 [1:52]
33. 愛と平和 [1:56]
34. DJ10 エンディング [1:07]
35. ANGEL HONEY [2:12]
36. オマケ... [0:23]
37. サークル・ゲーム〜chanson d'amour〜（アーティスト：les 5-4-3-2-1） [3:55]